# Eszperantó Park (Budapest)
Az Eszperantó Park (Budapest) hivatalosan nem létezik, mégis sokan Eszperantó Parknak hívják!

## Története
A Hadnagy utcában a Rác gyógyfürdő előtt 1966. augusztus 5-én a magyar eszperantisták mészkő kockából emlékkövet helyeztek el, mely Kőfalvi Gyula műve. A parknak ekkor adtak volna nevet, a hivatalos névadás azonban nem volt megfelelően előkészítve így nem történt meg, s végül az nem lett Eszperantó Park; a „hiba” orvoslását később sem tartották fontosnak, így a hivatalos elnevezés még mindig nem történt meg.
Az emlékkövet a főváros és a Magyarországi Eszperantó Szövetség állíttatta az ekkor Budapesten tartott 51. Eszperantó Világkongresszus 500 résztvevőjének jelenlétében. Ünnepi beszédet mondott Nikola Aleksiev, a Világbéke Eszperantó Mozgalom akkori elnöke, majd szólt Dezső József, az I. Kerületi Tanács VB elnöke is.
Az emlékkő tetején ötágú csillag van egy „E”-betűvel és a szöveg: ESPERANTA PARKO 1966 / ESZPERANTÓ PARK 1966. Oldalán: JE LA MEMORO DE LA INTERNACIA KUNLABORO KAJ PACO OKAZE DE LA 51-A UNIVERSALA KONGRESO DE ESPERANTO [a négy oldalon váltakozva magyarul és eszperantóul]

### Zamenhof mellszobrok
Budapest I. (Tabán), Hadnagy u. a Rác fürdő előtt, az Erzsébet híd budai hídfőjénél. 1959-12-15. A Gyenes Tamás alkotta bronz fej, amelyet a Zamenhof-ünnepségen a MESZ nevében Kalocsay Kálmán, a Konkordo klub elnöke vette át. 1987 óta Sarkadi Mária virágüzlet-tulajdonos jóvoltából posztamensen, a jelenlegi helyen. A posztamensen felirata: DR. L.L. / ZAMENHOF / AZ / ESZPERANTÓ NYELV / MEGALKOTÓJA. 1996-ban ellopták, de megtalálták. Újra felavatták, de 1998-ban ismét ellopták. 1999-ben az Eszperantó Alapítvány (Szilvási László és Gogomán Klára) újraállíttatta Slezák Tamás és Edit finanszírozása mellett. A mészkőből készült új szobrot Berecz Péter szobrász készítette, és a veszprémi IJK keretében lett felavatva 1999. augusztus 12-én.

### 1966 után[6]
A Budapesti Orvos-Egészségügyi Eszperantó Szakcsoport (alapítva 1969-ben) két tagja, Molnár Lajos és Farkas Julianna évtizedek óta rendszeresen látogatja és figyelemmel kíséri az Eszperantó Parkot. Külföldi eszperantista barátaikat is mindig elkísérik ide. 2004 körül megkezdődött a Rác gyógyfürdő felújítása, és a teljes park lepusztítása. A Molnár házaspár felkereste a Fővárosi Kertészeti Vállalat illetékes munkacsoportját, akik tájékoztatták Őket, hogy a fürdő felújítása után helyreállítják a parkot. A tabáni kutyasétáltatókat is megkérték, hogy vigyázzanak az emlékműre. Az építkezés nem haladt, a park és az emlékművek pusztulásnak indultak. Egyik alkalommal nem találták a Zamenhof mellszobrot a posztamensen, a szökőkút darabokban állt. Hosszas kutatás után ráleltek Zamenhof büsztjére a Budapest Galéria Köztéri Szobrok Gyűjteményében. Hogyan került oda? A kutyasétáltatók alapzatáról ledöntve találták azt, értesítették a posztos rendőrt, aki bevitette a galériába. A galéria igazgatója tudatta velük, hogy a Rác fürdő építkezésének és a parkosításnak a befejezésekor visszahelyezik a szobrot.
Viharos tulajdonos- és kivitelezőváltás után 2010-ben a Várnegyed Városvédő- és Szépítő Egyesülete kirándulást szervezett a felújított Rác fürdőbe, amelyen Molnárék is részt vettek.
A Budapest Műhely Dévényi Tamás építőművész vezetésével gyönyörűen restaurálta a török kori gyógyfürdőt.
Dévényi Tamásnak egy mellékelt levél kíséretében csomagot adtak át a park szerepéről a nemzetközi kapcsolatokban, a hazai eszperantó életről, és kérték a helyreállítást az építkezés körüli tereprendezés és térképesítés során.
Kedvezően fogadták kérésünket.
2010 december havában már a szépen helyreállított Tabáni Eszperantó Parkban, a Gellérthegy lábánál ünnepelhettek a Magyarországi Eszperantó Szövetség tagjai, ahogy a fényképek is mutatják.

#### Köszönő levél[7]
A több millió éves gyógyforrás, a sok százéves gyógyfürdő a XXI. század rohanó forgatagában megtalálta azt a tartalmat és formát, amely a testi, lelki, szellemi megújulást segíti a zöld Tabánban.
Kérjük, hogy a Rácz Gyógyfürdő főbejáratánál 44 évvel ezelőtt kialakított, és a jelenlegi építkezés során tönkrement Eszperantó Park helyreállítását is segíteni szíveskedjenek a Gyógyszálló építkezésének befejezésekor.
A tabáni Eszperantó Park nemzetközi zarándokhely. A világ minden tájáról érkeznek kongresszusi résztvevők és egyéni turisták a békét és egymás megértését szimbolizáló eszperantó kúthoz, az emlékműhöz és L. L. Zamenhof emlékszobrához.
A szobornak jelenleg csak a talapzata áll itt. A Zamenhof mellszobrot a Budapest Galéria őrzi a helyreállításig.

## Emlékezete
A Magyarországi Eszperantó Szövetség minden év december első felében megtartja a Zamenhof napot. A programokat az Eszperantó Parkban koszorúzással zárja.